# Cantonul Verdun-Ouest
Cantonul Verdun-Ouest este un canton din arondismentul Verdun, departamentul Meuse, regiunea Lorena, Franța.

## Comune
- Sivry-la-Perche
- Verdun (parțial, reședință)